# Saltatio Mortis
Saltatio Mortis is een Duitse band, uit de buurt van Mannheim. De band speelt middeleeuwse muziek op een moderne manier.

## Geschiedenis
De band is in 2000 opgericht. Het uitbrengen van hun eerste albums Tavernakel en Das zweite Gesicht leverde direct veel bekendheid op in de gothicscene, vooral in Duitsland. Met Heptessenz en Erwachen worden ze tot rijtje gerekend van bekende bands, zoals Schandmaul, Corvus Corax en In Extremo. Het album Manufactum volgde. In 2005 kwam het album Des Königs Henker uit. Op dit album behandelt de band thema's als machtmisbruik, vrijheid en dood. De band slaat met dit album ook muzikaal een andere weg in. Zo wordt de muziek nu ondersteund door elektronica, en is de stijl meer richting rock gegaan. In oktober 2006 verlaten enkele oprichters de band, waarna besloten wordt om met vier muzikanten verder te gaan.

## Bandleden
- Alea der Bescheidene: zang, doedelzak, schalmei en didgeridoo
- Falk Irmenfried von Hasen-Mümmelstein: doedelzak, schalmei, draailier en zang
- Lasterbalk der Lästerliche: davul, trommels, pauken en overige percussie
- El Silbador (sinds okt. 2006): doedelzak en schalmeien
- Bruder Frank (sinds maart 2007): basgitaar, Chapman Stick
- Till Promill (sinds 2012): gitaar
- Jean Méchant der Tambour (sinds 2009): drums en percussie
- Luzi das L (sinds 2011): doedelzak en schalmei

## Discografie
- 2001: Tavernakel
- 2002: Das zweite Gesicht
- 2003: Heptessenz
- 2003: Falsche Freunde (Single)
- 2004: Erwachen
- 2005: Manufactum
- 2005: Salz der Erde (Single)
- 2005: Des Königs Henker
- 2007: Aus der Asche
- 2009: Wer Wind sät ...
- 2010: 10 Jahre Wild und Frei
- 2010: Manufactum II
- 2011: Sturm aufs Paradies
- 2013: Manufactum III
- 2013: Das Schwarze 1x1
- 2015: Zirkus Zeitgeist
- 2018: Brot und Spiele
- 2020: Für immer frei